# 144-й разведывательный батальон
144-й отдельный разведывательный батальон — воинское подразделение, ударная сила соединения вооружённых сил СССР в Великой Отечественной войне.

## История формирования батальона
Батальон был сформирован в составе 164-й стрелковой дивизии в Орше (Белорусский особый военный округ) в 1939 году.
В сентябре 1939 года батальон в составе дивизии принимал участие в боевых действиях против польских войск в Западной Белоруссии и по состоянию на 2 октября 1939 года в составе дивизии входил в состав 16-го стрелкового корпуса 11-й армии, которая наступала в направлении на Ошмяны и Лиду.
С 5 ноября 1939 года батальон в составе дивизии дислоцировался в Лебедево, 27 ноября 1939 отправлен в Петрозаводск, куда прибыл 22-27 декабря. После начала военных действий с Финляндией дивизия в конце декабря 1939 года батальон в составе дивизии был переброшен из Петрозаводска к Коллаа. 12 января 1940 года 164-я сд вошла в состав 1-го стрелкового корпуса 8-й армии.
В начале марта 1940 года в соответствии с указаниями генерального штаба РККА в составе 8-й армии была создана группировка, целью которой было уничтожение финских сил в районе Лоймолы. В неё была включена и 164-я сд, которая должна была наступать с юга через шоссе и железную дорогу в направлении южного берега озера Суованъярви, тем самым выходя в тыл противнику, оборонявшемуся против 56-й сд. Однако данная операция, начавшаяся в последние дни войны, завершилась безрезультатно.
22 апреля — 3 мая 1940 года части дивизии были погружены в эшелоны в Волховстрое и отправлены на Украину. С июня 1940 года 164-я стрелковая дивизия находилась в составе Одесского военного округа, позднее Киевского.
На реке Прут 164-я стрелковая дивизия сменила пограничников. Покидая государственный рубеж, пограничники передали разведбату укрепленный берег и оставили ореховые удочки, разбитый пулемет и старую овчарку..
Офицер войсковой разведки 3-й румынской армии, которая занимала правый берег Прута, поручил диверсантам на советском берегу создать склад взрывчатки и в момент вторжения парализовать железнодорожную ветку Черновицы — Липканы: не дать РККА быстро подвести резервы, сорвать маневры и эвакуацию материальных ценностей.
В ночь на 12 июня с румынского берега в расположение 144-го разведывательного батальона приплыл железнодорожник молдаванин Маркауцы, который определил день вторжения немцев — 21 июня 1941 года..

### Участие в операциях и битвах
22 июня 1941 года 164-я дивизия, входившая в 17-й стрелковый корпус 12-й армии, располагалась на советско-румынской границе в районе Тарасауци.
144-й отдельный разведывательный батальон располагался по самой границе. Мотострелковая рота лейтенанта Романенко находилась в полевых сооружениях, танковая рота лейтенанта Тихонова укрывалась в роще восточнее погранзаставы, кавалерийский эскадрон соседствовал с нею. Бронерота находилась в тылу.
- Приграничные сражения в Молдавии — с 22 по 26 июня 1941 года.

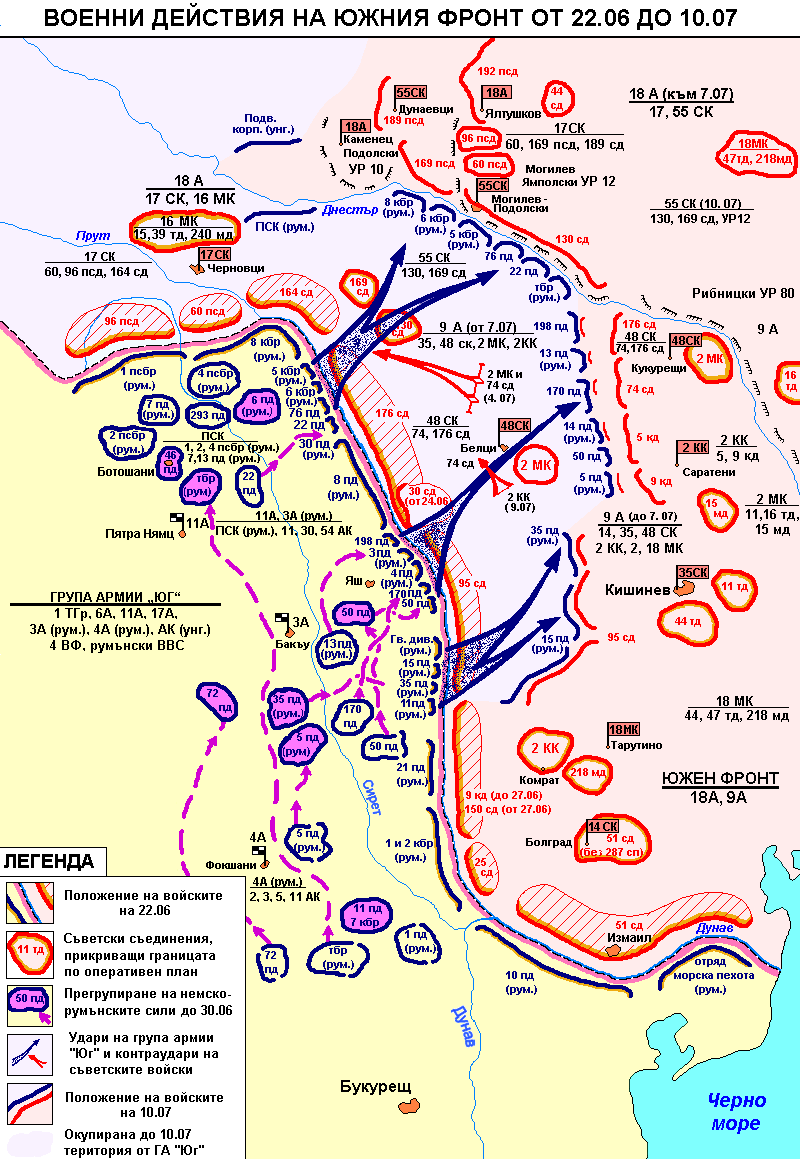
Наступление немецкой группы армий «Юг» на советский Южный фронт (22 июня — 10 июля 1941 года).

Время близилось к рассвету. Вдруг всполошилась листва на деревьях, налетел ветер, и палатку заполнил густой, сварливый гул самолетов. Они шли из Румынии. И опять надежда: «Может, провокация?» С противоположного берега ударили пушки. Сначала снаряды рвались на укрепленной полосе, затем задели лагерь батальона. Связи не было. Фашисты бомбили спящие города. Дым и зарево взвились над Черновицами, Хотином, Каменец-Подольском. Открыть ответный огонь — нарушение приказа. А «юнкерсы», отбомбившись, снизились и из пулеметов обстреляли нас. Ни артналет, ни удар авиации не вызвали среди личного состава батальона паники — многие бойцы и командиры участвовали в прорыве линии Маннергейма и получили хорошую боевую закалку. Но всех тяготила наша пассивность. Среди разведчиков уже были убитые и раненые. Это заставило комбата действовать. Курдюков бал направлен в штаб дивизии. Эскадрон выведен в район укрытия, мотострелковая рота приведена в боевую готовность, а танки получили приказ открыть огонь по фашистам. Так началась для военнослужащих батальона Великая Отечественная война.
В составе действующей армии с 22 июня 1941 года.
Ведёт бои с первых дней войны, обстреливая противника.
24 июня 1941 года 17-й стрелковый корпус был включён в состав 18-й армии Южного фронта.
Начиная с 1 июля 1941 года противник не раз пытался форсировать Прут. Особенно упорно он рвался на мост возле железнодорожной станции Липканы. Наши войска сохранили мост для наступления, а теперь никак не могли его подорвать. Вражеские пулеметы и минометы не подпускали к нему. Но и румыны не в силах были захватить его. Румынские войска потеряли два танка и больше взвода солдат. На следующий день противник при поддержке авиации снова бросился на мост. Стрелковый батальон старшего лейтенанта Петрова отбил все атаки. Поняв, что переправой ему не овладеть, враг перенес артиллерийский огонь на Новоселицы, который оборонял 144-й отдельный разведывательный батальон.
Командование батальона предположило, что теперь румыны попытаются прорваться через боевые порядки разведбата.
Батальон занимал позицию вдоль государственной границы, которая на юге проходила по реке Прут, а севернее — по суше, на «пятачке». Весь вечер румынская артиллерия методически обрабатывала передний край батальона, отрезанный рекой.
Полковник Червинский получил сведения о том, что противник обстреливает правый берег батальона. Комдив Червинский организовал поддержку дивизионной артиллерией пушек разведывательного батальона.
Мне вспомнились его слова: «Учти, капитан, двенадцать дней войны, а вся линия обороны семнадцатого корпуса нигде, ни в одном месте не прорвана. И если это случится на участке нашей дивизии, да еще на месте обороны твоего батальона, подведешь не только себя — весь фронт. Понял?»
К десяти часам вечера артиллерийская дуэль закончилась, наступила тревожная тишина. Комбат перенес КП батальона ближе к опасному месту и, как только стемнело, переправился через Прут. Участок границы, отрезанный рекой, основательно укрепили минами, проволокой, дотами и системой траншей еще пограничники. Здесь оборону держала мотострелковая рота лейтенанта П. Романенко. Недавно в районе Герцы, где румыны пытались прорваться, рота действовала смело, решительно и отбила все атаки. Артобстрел не принес больших потерь в роту — двое легкораненых и небольшие разрушения.
На «пятачок» комбат послал замполита Шугаева. Его задача — поднять дух красноармейцев, укрепить их решимость стоять насмерть. А Сосину приказал подтянуть танки к Кривому колену. Уж больно демонстративно противник действовал.
Дивизионные разведчики вернулись с пустыми руками. Они проходили мимо КП разведбата и сообщили, что напротив «пятачка» земля гудит под ногами — идет активная подготовка к штурму границы. Оставив на КП начальника штаба, комбат направился в сторону большого плеса. Густой туман как дымовая завеса прикрывал Прут. Под утро, на стыке двух батальонов, одна за другой разорвались гранаты. Из речного тумана донеслись крики, стоны, ругань, всплески воды. И весь этот шум забила длинная очередь станкового пулемета с нашего берега снайпера-пулеметчика. Противоположный берег поспешно огрызнулся пулеметным огнем, но из наших никто не пострадал. Пулеметчиков прикрывал толстый накат из бревен. Артиллерия батальона обложила снарядами правый берег реки напротив плеса. Сосин смекнул, что враг обхитрил нас, и поспешил исправить ошибку..
Захваченный в плен румын кое-что успел рассказать. Курдюков оказался прав. Противник пошел на хитрость. И шум танков, и артподготовка против участка обороны батальона — лишь демонстрация. Маскируясь туманом, немецкий десант рассчитывал быстро преодолеть на надувных лодках плес и захватить на советском берегу реки плацдарм. Правда, как потом стало известно, основной удар гитлеровцы планировали левее 164-й дивизии, на участке соседней армии. Но и частный успех германское командование, конечно, не преминуло бы использовать.
5 июля 1941 года на рассвете полковник Червинский приехал в батальон без предварительного звонка. Так он поступал только при особых обстоятельствах. Комдив только что прибыл из корпуса.
Обстановка чрезвычайно усложнилась. Севернее нас прорвались румыны и венгры, а южнее — немцы. Будем отходить, — его рука легла мне на плечо. — Мы свое дело сделали: противника не пропустили. Теперь надо скрытно уйти отсюда. Твоя задача — прикрыть главные силы.
Полковник Червинский пожелал скорой встречи в Каменец-Подольске.
Дивизия до 5 июля 1941 года пресекала все попытки румын перебраться через Прут. Однако в связи с прорывами на других участках фронта она была вынуждена в ночь с 5 на 6 июля начать отступление за Днестр, где должна была занять оборонительные позиции на рубеже Курашовцы — Мурованые Куриловцы — Калюс — Бернашевка, препятствуя тем самым переправе противника через реку.
Как только стемнело, первыми тронулись в путь тыловые части 164-й дивизии. Затем штаб. За ним потянулись артиллерия и пехота. С позиций они снимались тихо, незаметно.
Южный фронт отличался своей организованностью, боеспособностью. Если почти на всех участках западной границы первый удар на себя приняли незначительные отряды пограничников, а полевые войска только выдвигались в приграничную зону, то на юге до начала войны границу охраняли соединения и части 18-й и 9-й армий. И здесь врагу долго не удавалось добиться успеха. Отход наших войск проходил спокойно, от одного рубежа к другому. Неприятель, хотя и имел тут значительный перевес в силах, все же продвигался гораздо медленнее, чем на центральном и северном направлениях.
На всем участке, где раньше оборону держали три полка дивизии, теперь остались всего три роты, которые ловко пускали противнику пыль в глаза. Лишь к утру 6 июля 1941 года появились румынские танки в двадцати километрах от Прута, которые ползли осторожно, присматриваясь к каждому кустику, холмику.
Батальон оседлал развилку дорог, где три шоссе, идущих из Черновиц, Новоселиц и поселка Боян, сливались в одно — Хотинское. По какой бы дороге ни шел противник, ему не миновать 144-й разведбат. Батальон встретил его губительным огнем, тогда гитлеровцы начали обходить разведбат с флангов. Пришлось отвести подразделение на западную окраину Хотина и, учитывая тактику врага, по-иному организовать заслон на подступах к городу.

Вскоре к подразделению прибыл начальник оперативного отдела дивизии капитан Матвеев и передал приказ комдива:
«Любыми средствами прикрыть переправу до 23.00»
.
Батальон должен был не допустить противника к Днестру, задержать его продвижение на три часа. Матвеев сообщил, что мост через реку уже разбит, действуют пока лишь два понтонных моста: по одному переправляется 96-я горнострелковая дивизия, а по другому — 164-я дивизия. Северную окраину Хотина оборонял арьергард горнострелковой дивизии, а западную часть города и его южную окраину — 144-й отдельный разведбатальон. Ближайший путь к переправе со стороны неприятеля лежал через южную окраину Хотина. Здесь комбат расположил танковую роту и кавэскадрон.
Командиру мотострелковой роты лейтенанту Романенко было приказано стоять насмерть в районе старинной крепости. Неприятелем была уничтожена мечеть в Хотинской крепости, разрушен весь старый город с его архитектурными памятниками, разбиты жилые дома, больницы, школы Хотина. Самая сложная задача выпала на долю лейтенанта В. Кухаря. Его машины с пушками должны были поддержать любое подразделение, если оно окажется в тяжелом положении. На помощь Кухарю комбат направил своего заместителя капитана Сосина.
КП батальона разместился в здании почты, в одном из немногих уцелевших домов, ближе всех расположенный к боевым порядкам подразделения. Романенко и Коробко донесли, что уже заняли рубежи прикрытия. Тихонов пока молчал. Неужели бензин не подвезли? Оставив начальника штаба на КП, комбат помчался на броневике на юго-западную окраину города. Не проехал и квартала, как заглох мотор. Догонишь, сказал комбат, указал маршрут водителю и пошел пешком. Проходя мимо своего дома, не утерпел и на минутку заскочил в открытую дверь. Кроме записки жены комбат прихватил из дома книжку родного брата — комиссара гражданской войны. В конце улицы Ленина, совершенно разбитой, комбата догнал броневик. Дальше он поехал на нем. Рота Тихонова вела бой. Выйти на указанный рубеж она не успела. В бинокль комбат видел обширное зеленое поле, по которому надвигалась длинная цепочка вражеских танков. А за ними — пехота. Комбат насчитал тридцать неприятельских машин, а своих шестнадцать. Перевес небольшой, но сила огня разная. В роту были амфибии, предназначенные для разведки. Эта была облегченная, высокой проходимости машина, которая не имела пушки, а была вооружена лишь двумя крупнокалиберными пулеметами. По рации на помощь Тихонову комбат вызвал из своего резерва взвод БА-10. На каждой бронемашине имелось по двадцать снарядов. Поддержка пришла своевременно. Три БА-10 с ходу прямой наводкой начали бить по неприятелю. Четыре танка обезвредили. Тихоновские амфибии тем временем тридцатью двумя пулеметами отсекли пехоту и заставили ее залечь. Машины противника попятились. Отходили они осторожно, боясь подавить своих солдат. Этим воспользовались наши артиллеристы и подбили еще одну бронированную махину. Увлеченный боем, комбат не заметил, как два фашистских танка с автоматчиками огородами обошли деревню Каплевку и устремились в сторону переправы. Такой маневр врага Тихонов предвидел и на всякий случай оставил в кустах на берегу реки Т-37. Командир экипажа комсорг Борис Гудков, находясь в засаде, внезапным пулеметным огнем смел автоматчиков с брони. Они кинулись в заросли и нарвались на сабли кавалеристов. Танки противника развернули пушки. Метким огнем Гудков забил смотровую щель одной башни. Но другое орудие подожгло амфибию. Гудков не только задержал вражеские машины, но и рассеял десант, дал возможность артиллеристам первым открыть стрельбу. Когда с танками было покончено, бросились к Гудкову. Он с трудом открыл люк. Борис был весь в крови, в горящем комбинезоне… С Борисом Гудковым комбат познакомился еще на петрозаводском направлении, в дни финской кампании. И вот его не стало.
Последняя зенитка разведбатальона заглохла. Над переправой низко кружили вражеские самолеты, обстреливая берег, где были дети, женщины, старики.
Не добившись успеха на участке обороны разведбата, противник пошел в обход города с севера. Но там арьергард горнострелковой дивизии встретили его таким огнем, что он отскочил назад. К этому времени подошли основные силы гитлеровцев. Они, сковывая нас на флангах, собрали мощный кулак для лобовой атаки. Противник спешил ворваться в Хотин до наступления темноты.
Рота Романенко занимала выгодный рубеж, обосновавшись в каменных домах на западной окраине. Стрелков поддерживал взвод БА-10. Неприятель тоже подтянул танки и артиллерию. Снова вспыхнул бой. Минут через сорок должна закончиться переправа отходящих подразделений. Теперь комбат не сомневался, что задание комдива выполним. Но удержаться надо было изо всех сил. Особенно тяжело приходилось бойцам лейтенанта Романенко. Они вместе со взводом БА-10 стояли насмерть. Их окружил румынский полк. Танки врага перекрыли все улицы, и все попытки выручить мотострелков закончились безрезультатно. В одиннадцать часов вечера остатки батальона начали пятиться к реке. Комбат заехал на КП за начальником штаба. Старший лейтенант Мартыненко, быстро собрав документы, выскочил из помещения. Когда они добрались до Днестра, саперы уже развели понтонные лодки. В условленном месте их ожидал ординарец Курдюков. Он, держа под уздцы пару коней, доложил комбату, что бронерота успела проскочить по настилу, а кавалеристы и амфибии махнули вплавь. Из района, где дралась рота Романенко, с десятью красноармейцами вырвался капитан Сосин. Он рассказал, что рация у Романенко разбита снарядом и он не смог с нами связаться. Отрезанные от своих, воины во главе с командиром бились до последнего вздоха. Об их подвиге командование батальона позже сообщило в дивизию. На берегу остался подожженный броневик как факел славы героям. На лошадях и вплавь под покровом темноты остатки батальона преодолели Днестр. Зарево горящего города отражалось в воде. То тут, то там от мин и снарядов вырастали фонтаны. Быстрое течение сносило всадников. Кони тревожно всхрапывали, широко раздували ноздри, отфыркивались. Доносились отрывистые возгласы конников. Но вот и восточный берег. Сосин, Курдюков и комбат вышли на твердь, оглянулись на горящий Хотин. Там, на западной окраине, все еще слышались выстрелы. Может быть кто-нибудь прорвется, хотя бы взвод, отделение или даже один боец думали с надеждой.
Отступление к Каменец-Подольску, понесенные потери, господство противника в воздухе и на земле — все это действовало удручающе. И в то же время перед глазами вставали мужественный танкист Гудков, самоотверженные красноармейцы во главе с Романенко, организованные колонны отходящих войск.
Не успела 164-я дивизия занять Каменец-Подольский укрепленный район, как для дивизии снова создалась реальная угроза окружения. 9 июля на правом фланге немецкие войска, тесня 12-ю армию, захватили железную дорогу Проскуров — Каменец-Подольск и тем самым отрезали единственную ветку, идущую из каменец-подольского тупика. В тот же день венгерский армейский корпус нащупал слабый стык между 12-й и 18-й армиями и ворвался в районный городок Оринин, расположенный всего в двадцати километрах севернее Каменец-Подольска. А южнее нас того же числа на левом фланге нашей армии немецкие дивизии форсировали Днестр и завладели городом Могилев-Подольский. Правда, 3-я румынская армия не очень-то активничала. Румыны воевали с прохладцей. Их слабость немецкое командование хитро использовало; оно ставило на фланги свои войска, а в центре румынские. Гитлеровцы вырывались вперед, а солдаты Антонеску, как правило, отставали. Получался «мешок». Командующий Южным фронтом генерал армии И. В. Тюленев разгадал маневр противника и своевременно приказал сровнять образовавшийся выступ. А его же приказ от 8 июля предусматривал на случай отхода из Каменец-Подольска вывоз материальных ценностей. А если нельзя эвакуировать, то уничтожать. Для разрушения местной железнодорожной станции комдив Червинский приказал командирам частей выделить в помощь саперам бывших железнодорожников.

## Боевой и численный состав батальона
- танковая рота (шестнадцать Т-37А)
- мотострелковая рота
- кавалерийский эскадрон
- рота бронемашин с пушками
  - взвод из трех БА-10

## Полное наименование батальона
- 144-й отдельный разведывательный батальон

## Подчинение
| Дата       | Фронт (округ)      | Армия      | Корпус                 | Дивизия                  | Примечания                                                  |
| ---------- | ------------------ | ---------- | ---------------------- | ------------------------ | ----------------------------------------------------------- |
| 22.06.1941 | Юго-Западный фронт | 12-я армия | 17-й стрелковый корпус | 164-я стрелковая дивизия |                                                             |
| 24.06.1941 | Южный фронт        | 18-я армия | 17-й стрелковый корпус | 164-я стрелковая дивизия |                                                             |
| 10.07.1941 | Южный фронт        | 18-я армия | 17-й стрелковый корпус | 164-я стрелковая дивизия |                                                             |
| 01.08.1941 | Южный фронт        | 18-я армия | 17-й стрелковый корпус | 164-я стрелковая дивизия | 25 августа 1941 года управление корпуса было расформировано |
| 01.09.1941 | Южный фронт        | 18-я армия | -                      | 164-я стрелковая дивизия |                                                             |
| 01.10.1941 | Южный фронт        | 18-я армия | -                      | 164-я стрелковая дивизия |                                                             |

## Командный состав батальона

### Командир батальона
- капитан Свиридов А.

### заместитель командира батальона
- капитан Иван Сосин

### Начальник штаба батальона
- лейтенант Булах
- старший лейтенант Дмитрий Мартыненко

### Замполит батальона
- старший политрук Василий Шугаев

### Командир танковой роты
- лейтенант А. Тихонов

### Командир мотострелковой роты
- лейтенант П. Романенко

### Командир кавалерийского эскадрона
- старший лейтенант Коробко

### Командир взвода бронемашин с пушками
- лейтенант В. Кухарь